# Serie A 2011-2012 (tchoukball)
La Serie A 2011-2012 è stata la 6ª edizione del campionato italiano di tchoukball di primo livello, organizzato dalla FTBI.
Questa stagione si è svolta in maniera simile alla precedente. La chiusura della società di Limbiate ha però visto l'assorbimento delle squadre Titans e Vipers nella società di Rovello Porro, lasciando la massima serie in appena nove squadre. Per coprire il buco, in mancanza di una regola specifica di ripescaggio, la Federazione Tchoukball Italia è dovuta ricorrere ad uno spareggio svoltosi a Saronno il 1º ottobre 2011 che ha visto confrontarsi l'unica retrocessa rimasta, Saronno Pollux, con la migliore classificata della Serie B che ha accettato di disputare lo spareggio, ovvero Lendinara Celtics, a seguito della rinuncia di Torinoceronti Tchoukball. La partita è stata vinta dai saronnesi che sono così tornati in Serie A nonostante la retrocessione diretta subita nella stagione precedente, mentre i Celtics di Lendinara hanno dovuto nuovamente disputare la Serie B.
Due gli spareggi previsti a fine stagione: l'ottava classificata di Serie A ha incontrato la terza di Serie B mentre la nona classificata ha incontrato la seconda di Serie B. Entrambe le squadre della massima serie hanno mantenuto il proprio titolo sportivo.

## Squadre partecipanti
| Club                  | Città              | Impianto | Risultato nella stagione 2010-2011                                                |
| --------------------- | ------------------ | -------- | --------------------------------------------------------------------------------- |
| Asti Atomik           | Asti               |          | 5º posto in regular season                                                        |
| EleKTrauti Asti       | Asti               |          | 2º posto in Serie B; vincono i playout contro i Limbiate Vipers                   |
| Ferrara Jokers        | Ferrara            |          | Campioni d'Italia                                                                 |
| Ferrara New Runts     | Ferrara            |          | 8º posto in regular season                                                        |
| Ferrara Crash Test    | Ferrara            |          | 6º posto in regular season                                                        |
| Gerenzano Sisma-Salus | Gerenzano (VA)     |          | 7º posto in regular season                                                        |
| Rovello Sgavisc       | Rovello Porro (CO) |          | Terzi classificati                                                                |
| Saronno Castor        | Saronno (VA)       |          | Finalisti                                                                         |
| Saronno Pollux        | Saronno (VA)       |          | 10º posto in regular season; ripescati a completamento organici tramite spareggio |
| Varese Pirates        | Varese             |          | 1º posto in Serie B                                                               |

## Spareggio promozione
| Saronno 1º ottobre 2011 | Saronno Pollux | 61 – 49 | Lendinara Celtics |  |

## Stagione regolare

### Calendario

#### 1ª giornata
| Rovello Porro 23 ottobre 2011 | Rovello Sgavisc | 65 – 60 | Ferrara Jokers |  |

| Rovello Porro 23 ottobre 2011 | Gerenzano Sisma-Salus | 55 – 61 | Ferrara New Runts |  |

| Rovello Porro 23 ottobre 2011 | Rovello Sgavisc | 62 – 52 | Ferrara Crash Test |  |

| Rovello Porro 23 ottobre 2011 | Gerenzano Sisma-Salus | 40 – 61 | Ferrara Jokers |  |

| Rovello Porro 23 ottobre 2011 | Rovello Sgavisc | 60 – 48 | Ferrara New Runts |  |

| Rovello Porro 23 ottobre 2011 | Gerenzano Sisma-Salus | 37 – 50 | Ferrara Crash Test |  |

| Saronno 23 ottobre 2011 | Saronno Castor | 72 – 38 | EleKTrauti Asti |  |

| Saronno 23 ottobre 2011 | Saronno Pollux | 48 – 55 | Asti Atomik |  |

| Saronno 23 ottobre 2011 | Saronno Castor | 60 – 47 | Asti Atomik |  |

| Saronno 23 ottobre 2011 | Saronno Pollux | 54 – 45 | EleKTrauti Asti |  |

#### 2ª giornata
| Gerenzano 25 ottobre 2011 | Gerenzano Sisma-Salus | 37 – 76 | Saronno Castor |  |

| Rovello Porro 27 ottobre 2011 | Rovello Sgavisc | 63 – 62 | Saronno Pollux |  |

| Gerenzano 1º novembre 2011 | Gerenzano Sisma-Salus | 43 – 56 | Saronno Pollux |  |

| Rovello Porro 3 novembre 2011 | Rovello Sgavisc | 52 – 66 | Saronno Castor |  |

| Ferrara 5 novembre 2011 | Ferrara Jokers | 67 – 54 | Ferrara Crash Test |  |

| Ferrara 5 novembre 2011 | Ferrara New Runts | 67 – 66 | Varese Pirates |  |

| Ferrara 6 novembre 2011 | Ferrara Crash Test | 58 – 64 | Varese Pirates |  |

| Ferrara 6 novembre 2011 | Ferrara Jokers | 66 – 60 | Ferrara New Runts |  |

| Ferrara 6 novembre 2011 | Ferrara Jokers | 64 – 59 | Varese Pirates |  |

| Ferrara 6 novembre 2011 | Ferrara Crash Test | 52 – 62 | Ferrara New Runts |  |

#### 3ª giornata
| Asti 19 novembre 2011 | Ferrara Jokers | 63 – 47 | Asti Atomik |  |

| Asti 19 novembre 2011 | Ferrara New Runts | 62 – 45 | EleKTrauti Asti |  |

| Asti 20 novembre 2011 | Ferrara Crash Test | 50 – 53 | Asti Atomik |  |

| Asti 20 novembre 2011 | Ferrara Jokers | 61 – 43 | EleKTrauti Asti |  |

| Asti 20 novembre 2011 | Ferrara New Runts | 56 – 50 | Asti Atomik |  |

| Asti 20 novembre 2011 | Ferrara Crash Test | 55 – 49 | EleKTrauti Asti |  |

| Gerenzano 20 novembre 2011 | Varese Pirates | 55 – 56 | Gerenzano Sisma-Salus |  |

| Gerenzano 20 novembre 2011 | Gerenzano Sisma-Salus | 55 – 55 | Rovello Sgavisc |  |

| Gerenzano 20 novembre 2011 | Varese Pirates | 47 – 58 | Rovello Sgavisc |  |

#### 4ª giornata
| Saronno 21 novembre 2011 | Saronno Castor | 59 – 49 | Saronno Pollux | Liceo G.B Grassi |

| Saronno 28 novembre 2011 | Saronno Castor | 72 – 51 | Varese Pirates | Liceo G.B Grassi |

| Saronno 1º dicembre 2011 | Saronno Pollux | 57 – 68 | Varese Pirates | Liceo G.B Grassi |

| Asti 4 dicembre 2011 | EleKTrauti Asti | 49 – 51 | Gerenzano Sisma-Salus |  |

| Asti 4 dicembre 2011 | Asti Atomik | 55 – 55 | Rovello Sgavisc |  |

| Asti 4 dicembre 2011 | EleKTrauti Asti | 55 – 63 | Rovello Sgavisc |  |

| Asti 4 dicembre 2011 | Asti Atomik | 59 – 47 | Gerenzano Sisma-Salus |  |

#### 5ª giornata
| Saronno 15 gennaio 2012 | Saronno Castor | 71 – 57 | Ferrara Jokers |  |

| Saronno 15 gennaio 2012 | Saronno Pollux | 59 – 66 | Ferrara New Runts |  |

| Saronno 15 gennaio 2012 | Saronno Castor | 62 – 60 | Ferrara Crash Test |  |

| Saronno 15 gennaio 2012 | Saronno Pollux | 59 – 56 | Ferrara Jokers |  |

| Saronno 15 gennaio 2012 | Saronno Castor | 70 – 61 | Ferrara New Runts |  |

| Saronno 15 gennaio 2012 | Saronno Pollux | 58 – 59 | Ferrara Crash Test |  |

| Asti 15 gennaio 2012 | EleKTrauti Asti | 51 – 60 | Varese Pirates |  |

| Asti 15 gennaio 2012 | Asti Atomik | 58 – 55 | Varese Pirates |  |

| Asti 15 gennaio 2012 | Asti Atomik | 46 – 40 | EleKTrauti Asti |  |

### Classifica
La classifica della regular season è la seguente:
- Pt. = punti, G = partite giocate, V = partite vinte, N = partite pareggiate, P = partite perse, PF = punti fatti, PS = punti subiti
- La qualificazione ai playoff è indicata in verde
- Le partecipanti ai Playout per la permanenza in Serie A sono indicate in giallo
- La squadra retrocessa è indicata in rosso

|  | Pos. | Squadra               | Pt. | G  | V  | N | P  | PF | PS |
|  | ---- | --------------------- | --- | -- | -- | - | -- | -- | -- |
|  | 1    | Saronno Castor        | 36  | 18 | 18 | 0 | 0  |    |    |
|  | 2    | Rovello Sgavisc       | 30  | 18 | 14 | 2 | 2  |    |    |
|  | 3    | Ferrara Jokers        | 26  | 18 | 13 | 0 | 5  |    |    |
|  | 4    | Asti Atomik           | 19  | 18 | 9  | 1 | 8  |    |    |
|  | 5    | Ferrara New Runts     | 18  | 18 | 9  | 0 | 9  |    |    |
|  | 6    | Ferrara Crash Test    | 17  | 18 | 8  | 1 | 9  |    |    |
|  | 7    | Saronno Pollux        | 13  | 18 | 6  | 1 | 11 |    |    |
|  | 8    | Varese Pirates        | 12  | 18 | 6  | 0 | 12 |    |    |
|  | 9    | Gerenzano Sisma-Salus | 7   | 18 | 2  | 3 | 13 |    |    |
|  | 10   | EleKTrauti Asti       | 2   | 18 | 1  | 0 | 17 |    |    |

## Playoff e playout
|  | Semifinali      | Semifinali      | Semifinali      |                 |                | Finale             | Finale             | Finale             |  |
|  |                 |                 |                 |                 |                |                    |                    |                    |  |
|  | Saronno Castor  | Saronno Castor  | 60              |                 |                |                    |                    |                    |  |
|  | Saronno Castor  | Saronno Castor  | 60              |                 |                |                    |                    |                    |  |
|  | Asti Atomik     | Asti Atomik     | 47              |                 |                |                    |                    |                    |  |
|  | Asti Atomik     | Asti Atomik     | 47              |                 | Saronno Castor | Saronno Castor     | 70                 |                    |  |
|  |                 |                 |                 |                 | Saronno Castor | Saronno Castor     | 70                 |                    |  |
|  |                 |                 | Rovello Sgavisc | Rovello Sgavisc | 54             |                    |                    |                    |  |
|  | Rovello Sgavisc | Rovello Sgavisc | Rovello Sgavisc | Rovello Sgavisc | 54             | 50                 |                    |                    |  |
|  | Rovello Sgavisc | Rovello Sgavisc |                 |                 |                | 50                 |                    |                    |  |
|  | Ferrara Jokers  | Ferrara Jokers  | 48              |                 |                | Finale 3º-4º posto | Finale 3º-4º posto | Finale 3º-4º posto |  |
|  | Ferrara Jokers  | Ferrara Jokers  | 48              |                 |                |                    |                    |                    |  |
|  |                 |                 |                 |                 |                |                    |                    |                    |  |
|  |                 |                 |                 |                 |                | Asti Atomik        | Asti Atomik        | 58                 |  |
|  |                 |                 |                 |                 |                | Asti Atomik        | Asti Atomik        | 58                 |  |
|  |                 |                 |                 |                 |                | Ferrara Jokers     | Ferrara Jokers     | 56                 |  |

### Semifinali
| Saronno 15 aprile 2012, ore 9:30 | Saronno Castor | 60 – 47 | Asti Atomik |  |

| Saronno 15 aprile 2012, ore 10:00 | Rovello Sgavisc | 50 – 48 | Ferrara Jokers |  |

### Playout
| Saronno 15 aprile 2012, ore 11:00 | Varese Pirates | 61 – 50 | Rovello Seran |  |

| Saronno 15 aprile 2012, ore 12:00 | Gerenzano Sisma-Salus | 57 – 56 | Torinoceronti Tchoukball |  |

### Finale 3º - 4º posto
| Saronno 15 aprile 2012, ore 14:30 | Asti Atomik | 58 – 56 | Ferrara Jokers |  |

### Finale
| Saronno 15 aprile 2012, ore 17:00 | Saronno Castor | 70 – 54 | Rovello Sgavisc |  |

## Verdetti
- Saronno Castor Campioni d'Italia 2011-2012
- Rovello Sgavisc e Saronno Castor qualificati alla European Winners Cup 2013
- EleKTrauti Asti retrocessi in Serie B 2012-2013
- Ferrara Jokers, Asti Atomik, Ferrara New Runts, Ferrara Crash Test e EleKTrauti Asti chiudono alla fine della stagione, venendo sostituite da nuove realtà delle stesse città